# Cyriel Buysse
Gustave Emile Cyrill Buysse, detto Cyriel (Nevele, 20 settembre 1859 – Afsnee, 25 luglio 1932), è stato uno scrittore belga, naturalista talvolta noto con gli pseudonimi di Louis Bonheyden, Prosper Van Hove e Robert Palmer.

## Biografia

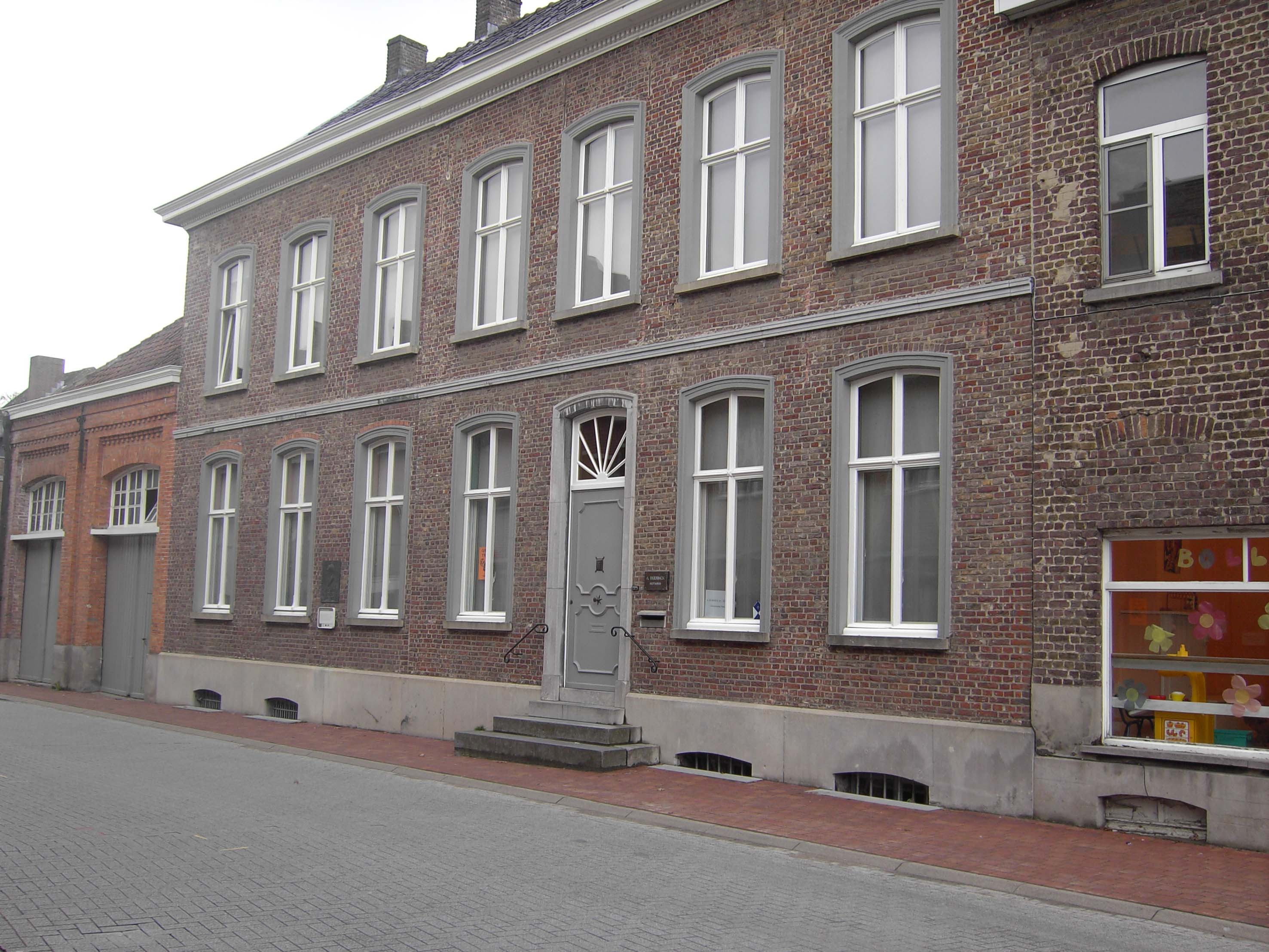
Casa di nascita di Cyriel Buysse a Nevele

Buysse nacque in Belgio in una buona famiglia. Prima che potesse completare gli studi all'Atheneum a Gand, si trasferì alla fattoria paterna.
Sotto l'influenza e la suggestione di alcuni suoi parenti, Virginie Loveling e Sleekx, incominciò la carriera di scrittore all'età di ventisei anni.
Tra il 1886 e il 1896 soggiornò negli Stati Uniti in varie occasioni, ma talvolta ritornò in Patria disilluso. Il documento che raccolse i suoi viaggi si intitolò Twee Herinneringen uit Amerika (Memorie dall'America), scritto nel 1888.
Buysse raggiunse la notorietà inserendosi nel filone naturalista sulla scia di Émile Zola e Guy de Maupassant.
Nel 1893 diresse il periodico letterario Van Nu en Straks (Ora e fra poco) e nello stesso anno esordì con la sua prima novella Het recht van den sterkste (La legge della giungla).
Nonostante avesse seguito un percorso di formazione culturale in Francia, come la maggior parte dei colleghi fiamminghi del suo tempo, i suoi lavori furono scritti in lingua olandese. I suoi scritti si caratterizzarono per una profonda simpatia nei confronti della gente comune e soprattutto per l'impegno di denuncia delle arretrate condizioni in cui versavano le campagne fiamminghe. L'ambientazione dei suoi racconti, trame di fuorilegge e bracconieri, divenne un perfetto esempio di romanzo naturalista, teso ad evidenziare l'animalità e la brutalità della società e della legge del più forte. Tra le sue tematiche ricorrenti emersero la miseria morale e materiale.
Buysse si sposò con l'olandese Nelly Dyserinck nel 1896 e trascorse le stagioni invernali presso L'Aia, dove il figlio René Cyriel nacque nel 1897, mentre predilisse soggiornare durante le estati nella località di Afsnee.
Nel 1903, partecipò alla fondazione di un'altra rivista letteraria, Groot Nederland, con la quale collaborò fino alla morte.
Le sue caratteristiche letterarie subirono una lenta maturazione che opera dopo opera lo avvicinò ad un'arte più equilibrata e sintetica, in cui non mancarono scene idilliche. Una delle opere più rappresentative di questo periodo fu Het leven van Rozeke van Daelen (La vita di Rozeke van Dalen) del 1905.
Durante l'occupazione tedesca del territorio belga, avvenuta nella prima guerra mondiale, Buysse rimase nei Paesi Bassi, dove divenne un attivista del giornale De Vlaamsche Stem (La voce fiamminga).
Nel 1918, dopo l'armistizio, rientrò in Belgio dove ormai il suo talento era noto e nel giro di tre anni ricevette vari premi letterari, ed entrò a far parte della Koninklijke Vlaamse Academie voor Taal- en Letterkunde (Accademia Reale Fiamminga di lettere e letteratura) nel 1930.
Nel primo dopoguerra lo scrittore focalizzò l'attenzione agli ambienti borghesi mettendone in risalto i limiti ed i difetti. Emblematica risultò l'opera Tantes ("Zie") del 1924.
Nel 1932 ricevette dal re Alberto I del Belgio il titolo di barone, riconoscimento piuttosto raro per uno scrittore.
La sua commedia Het gezin van Paemel (La famiglia van Paemel, 1902), nella quale descrisse la vita di una famiglia di agricoltori, viene ancora oggi rappresentata con successo e nel 1986 meritò una trasposizione cinematografica.
Massone, Buysse fu membro della Loggia di Gand "La Liberté", del Grande Oriente del Belgio.
Buysse morì il 25 luglio del 1932 nella località belga di Afsnee.

## Opere

### Libri
- Guusje en Zieneken (1887)
- Twee herinneringen uit Amerika (1888)
- Beter laat dan nooit (1891)
- Het huwelijk van neef Perseyn (1893)
- Het recht van den sterkste (romanzo 1893)
- De biezenstekker (1894)
- Sursum corda! (1894)
- Wroeging (1895)
- Mea culpa (1896)
- Op 't Blauwhuis (romanzo 1897)
- De zwarte kost (1898)
- Schoppenboer (romanzo 1898)
- Uit Vlaanderen (saggio 1899)
- Te lande (bundel 1900)
- Een Leeuw van Vlaanderen (1900)
- Van arme menschen (1901)
- Daarna (1903)
- Aan 't strand (1903)
- Tusschen Leie en Schelde (saggio 1904)
- In de natuur (1905)
- Het Verdriet van meneer Ongena (1906)
- Het leven van Rozeke van Daelen (romanzo 1906)
- Het Bolleken (romanzo 1906)
- Lente (saggio 1907)
- Het volle leven (romanzo 1908)
- Ik Herinner mij (saggio 1909)
- De eenzame (1909)
- Het "ezelken", wat niet vergeten was (romanzo 1910)
- De vroolijke tocht (libro di viaggio 1911)
- Stemmingen (saggio 1911)
- Levensleer (romanzo co-autrice Virginie Loveling 1911)
- De nachtelijke aanranding (romanzo 1912)
- Per auto (libro di viaggio 1913)
- Van hoog en laag (saggio 1913)
- Oorlogsvizioenen (saggio 1915)
- Zomerleven (1915)
- Een vroolijk drietal (saggio 1916)
- Van een verloren zomer (1917)
- De roman van den schaatsenrijder (1918)
- De strijd (1918)
- De twee pony's (saggio 1919)
- Plus-que-parfait (romanzo 1919)
- Zooals het was... (romanzo 1921)
- Uit de bron (bundel 1922)
- De Laatste Ronde (libro di viaggio 1923)
- Tantes (romanzo 1924)
- Typen (1925)
- Uleken (romanzo 1926)
- Kerels (saggio 1927)
- Dierenliefde (saggio 1928)
- De schandpaal (saggio 1928)
- Wat wij in Spanje en Marokko zagen (saggio 1929)
- Uit het leven (racconti 1930)
- Twee werelden (1931)
- Rivièra-impressies (saggio di viaggio 1932)
- Verzameld werk (7 volumi) (1974-1982)

### Commedie
- De plaatsvervangende vrederechter (1895)
- Driekoningenavond (1899)
- Maria (1900)
- Het gezin van Paemel (1903)
- De landverhuizers (1904)
- De sociale misdaad (1904)
- Se non è vero... (1905)
- Het recht (1908)
- Sususususut (1921)
- Jan Bron (1921)